# Cactus Springs (Condado de Clark, Nevada)
Cactus Springs é uma pequena comunidade não incorporada no condado de Clark, estado do Nevada, nos Estados Unidos. Fica localizada na  US Highway 95, a cerca de 97 quilómetros de Las Vegas no Deserto de Mojave. Fica próxima de Indian Springs e da Área de Testes de Nevada. Cactus Springs é também lugar do Templo da Deusa Espiritualmente Dedicado a Sacmis, a deusa egípcia, construída em 1993 "fundou os princípios de paz, deusa da espiritualidade e economia de doação de Genevieve Vaughan. O passeio pela paz, conduzido e organizado pelo Nevada Desert Experience (que se opõe aos testes nucleares no deserto) é apoiado, em parte pelo templo da referida deusa.

## Ver tmabém
- Cactus Springs, no condado de Nye, no mesmo estado de Nevada